# Белгородская крепость
Белгородская крепость (Белогородская крепость) — южный форпост Русского государства вблизи основных татарских дорог. Считается[кем?], что первая крепость Белгорода была отстроена в 1596 году.

## Предыстория
По свидетельству российского этнографа Василия Зуева, ещё в конце XVIII века на меловой горе по правую сторону Донца сохранялись следы белокаменной крепости, которую историки того времени считали остатками хазарского города Саркела. По его словам, «на самом крутояре имелась каменная четвероугольная крепость с четырью главными воротами, башнями и рвом до половины крепости окружавшим. Стена толщиною была аршина в полтора, ныне срыты до основания, и даже если ещё где целые кирпичи попадутся, то жители Белгорода не уступят ими воспользоваться. Полуденная стена длиною в 280 шагов, боковые немного поменьше, а северная в 310 шагов. Первый же ров, окружающий крепость, расстоянием от стены на 170, а от оного второй на 210 шагов».
Точку зрения о расположении Белой Вежи (Саркела) на месте современного Белгорода поддерживали историки В. Н. Татищев и А. И. Мусин-Пушкин, однако уже в XIX веке она была отвергнута учёными (начиная с Н. М. Карамзина и А. Х. Лерберга).
В результате исследований П. И. Засурцева и А. В. Никитина напластования Северского городища, предшествовавшего Белгородской крепости, были отнесены к роменской археологической культуре, присущей летописным северянам. Современные учёные (в частности, А. Г. Дьяченко и Г. Е. Свистун) считают данную атрибуцию ошибочной: обнаруженные археологами фрагменты лепной керамики относятся к бронзовому веку (культуры многоваликовой керамики и бондарихинская) и раннему Средневековью (салтово-маяцкая культура). Таким образом, выяснено, что первоначальное заселение места будущей крепости произошло примерно в XVII—XV веках до н. э. Крепость, известная впоследствии как Северское городище, была возведена в период господства в регионе Хазарского каганата (с середины VIII по начало X века). Помимо ряда находок, об этом свидетельствуют материал и планировка крепостных сооружений. Тем не менее, никаких оснований для связи этой крепости с хазарским Саркелом не имеется.
После распада Хазарского каганата крепость на долгие века оказалась заброшена. Её возрождению способствовали начавшиеся в XVI столетии крымские набеги на южное порубежье Русского государства. Крымцы опустошали города и сёла, сжигая все, что не могли увезти с собой, захватывали в полон людей, снабжая «живым товаром» невольничьи рынки. По белгородской земле пролегали основные пути (сакмы), по которым татарские отряды двигались на север. Это прежде всего Муравский шлях. Он начинался от Перекопа, проходил к городам Ливны и Тула. Между реками Осколом и Корочей татарами был проложен Изюмский шлях, который за Ливнами соединялся с Муравским шляхом. В междуречье Дона и Оскола лежал третий, Кальмиусский шлях.
На пути вражеских вторжений в середине XVI века была построена укреплённая линия — Тульская засечная черта, состоявшая из городов-крепостей, острогов, земляных валов и лесных засек. Но Тульская линия находилась довольно близко к Москве. В целях обороны московское правительство решило выстроить несколько крепостей в «диком поле».

## Первая крепость XVI века
Лета 7105-го [1596] года сентября в 1 день послал государь на поле на Донец, на Северское городище в Белогорье, Белагорода ставити воевод князя Михаила Васильевича Ноздреватово да князя Ондрея Романовича Болконскова. И они, пришед на Донец, Белгород поставили, да с ними были головы стрелецкие Иван Лодыженский да Третьяк Якушкин.

И по государеву цареву и великого князя Федора Иоанновича всеа Русии указу те воеводы и головы поставили… на Донце на Северском Белгород… тое же осени.— Разрядная книга 1475–1598 гг.
Первая Белгородская крепость была построена осенью 1596 года на высоком мысу Белой горы (правый берег Северского Донца) в урочище «Северское городище». С востока Белгородскую крепость ограждал Донец с широкой болотистой поймой, с юга и северо-востока — глубокий овраг (по южному оврагу протекал ручей Ячнев Колодезь), с запада и северо-запада — густой лес, в котором были устроены засеки и завалы. Крепость имела форму четырёхугольника и занимала площадь размером примерно 230×238 метра.

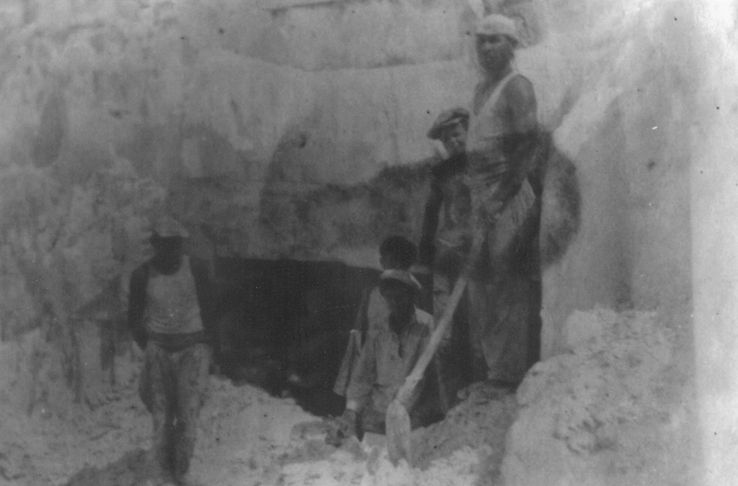
Остатки тайника Белгородской крепости. 1924 год

С самого начала крепость состояла из кремля, острога и посада. Непосредственно у мелового обрыва высотой 45—50 метров располагался кремль, защищённый деревянными рубленными стенами, поставленными по земляному валу. Вал был обмазан слоем глины толщиной до 70 см, обожжённой с помощью костров. По углам и в середине стен на расстоянии 100—120 метров в разрывах вала были установлены деревянные башни, рубленные «в две стены» с заполнением пространства между срубами глиной. Аналогично были устроены и стены кремля, состоявшие из соединённых друг с другом срубов со сторонами 1,4×1,9 метров. С напольной стороны кремль был окружён рвом глубиной до двух метров с практически вертикальными стенами.
Вокруг кремля проходило два пояса оборонительных сооружений. К реке вёл прорубленный в мелу подземный ход — тайник. Крепость имела проезжие и глухие башни с бойницами для пушек. С её стен было видно на много километров.
Просуществовала эта крепость 16 лет. В 1612 году она была взята, разграблена и сожжена польско-литовскими войсками под предводительством лубенского урядника князя Семёна Лыко. Чтобы улучшить защиту и водоснабжение крепости, московское правительство решило восстановить её на новом месте.

## Вторая крепость
После «литовского разорения» 1612 года крепость восстанавливается на левом низком берега Северского Донца, «от старого городища 380 сажен». Новые укрепления строились под руководством воеводы Никиты Парамоновича Лихарева. В 1613 году в крепость назначается воеводой стольник Владимир Игнатьевич Татищев.
С запада, со стороны Муравского шляха, её прикрывала река, с востока — болота. Укрепления состояли из детинца, представлявшего в плане трапецию. Детинец был выстроен в виде стоячего дубового острога с обламами и восемью башнями. Две башни были проезжими: на юг выходили Донецкие ворота, на север, в острог — Никольские. Последние выходили в сторону Никольского монастыря, расположенного в остроге, отсюда их название. Город окружал ров, укреплённый деревом. К двум наугольным башням детинца примыкал окружённый рвом трёхстенный острог (окольный город), имевший 15 башен, соединённых дубовым тыном. В остроге имелось трое ворот. Двое из них, Вожевские и Разуменетцкие, были устроены в самой длинной северо-восточной стене, выходившей к Белому Колодезю. Донецкие ворота находились в южной стене острога. Западной стороной острог упирался в болота.
Белгородская крепость на левом берегу Донца просуществовала 37 лет. По указу царя Алексея Михайловича в 1650 году она была перенесена на левый берег реки Везелицы.

## Третья крепость

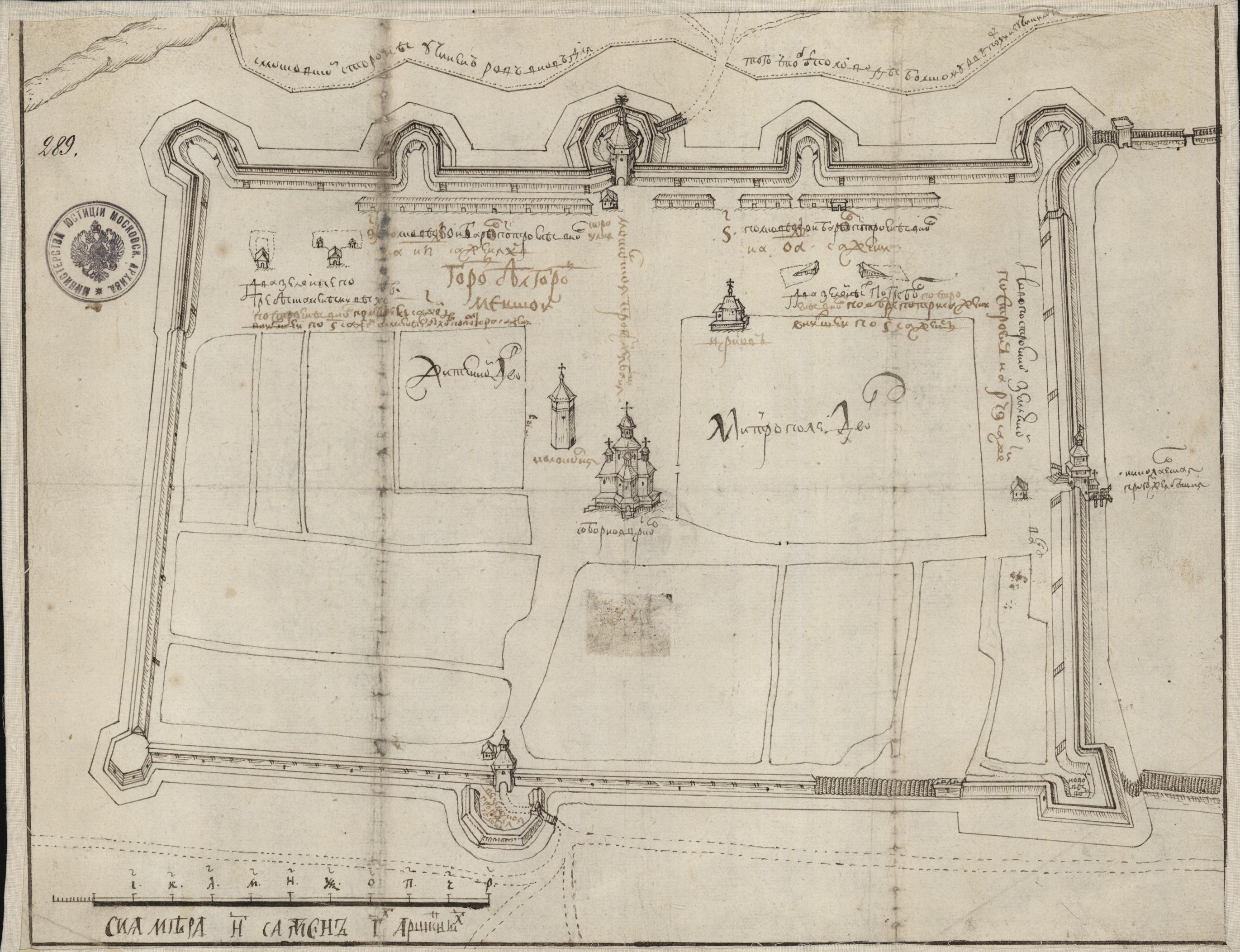
Чертёж «малой дервянно-земляной крепости» третьей Белгородской крепости

Осенью 1650 году к валу Белгородской черты, перекрывавшему Муравскую сакму между Ворсклой и Северским Донцом, в районе бывшего пивзавода (ныне — ТЦ «Славянский» и жилой комплекс «Славянский») на проспекте Б. Хмельницкого, где были Везелицкие ворота, был пристроен деревянный острог с обламами и 11 башнями, в том числе 4 четырёхугольными 4 проезжими. В плане острог имел форму трапеции. Южная стена с 5 башнями проходила по валу засечной черты и имела длину 370 метров. Восточная стена длиной 240 метров имела 3 башни, одна из которых — Болховецкая — была проезжей. Северная стена, длиной 350 метров, имела 4 башни, в ней находилась главная проезжая башня — Московская.
В начале XVIII века, после присоединения Украины и строительства Украинской оборонительной линии, стратегическое значение Белгорода значительно уменьшилось. Согласно генеральному плану, утверждённому Екатериной II в 1768 году, «деревянный город» был ликвидирован и заменён открытым поселением с регулярной планировкой взаимно перпендикулярных улиц, существующих и поныне. В 1779 г. Белгород переводят в статус уездного города (1727—1779 годы — губернский город) Курского наместничества. Вскоре после завоевания Крыма, в 1785 году, поскольку угроза набегов крымских татар отпала и город стал далеко расположен от границ России, был исключён из числа действующих крепостей.

## Современность
Вершины Белой горы многие годы были нетронутыми. Во второй половине XIX века, при прокладке железной дороги Курск—Харьков, строители обрушили восточную часть возвышенности, по которой проходила одна из стен кремля. Но в середине XX века на Белой (Меловой) горе ещё хорошо просматривались следы древних валов и рвов.
В 1949 году постановлением Совета Министров СССР первая крепость была отнесена к археологическим памятникам всесоюзного значения и взята под охрану государства. Однако местными заводами по производству строительных материалов одновременно был поднят вопрос о продолжении использования Белой горы для добычи мела. Их аргументы возымели действие и со временем памятник истории и археологии был уничтожен. По мнению археолога В. Сарапулкина, остатки Белгородской крепости не были сохранены, поскольку «у тогдашней администрации не хватало мозгов».
Сейчас примерно в том месте, где располагался первый Белгородский кремль, находится памятник каменотёсу на развязке по ул. Студенческой.